# Splann !
Splann ! est une association et un média d’investigation en ligne, accessible en français et en breton, créé en février 2021.

## Organisation
Le nom du média, Splann ! signifie en breton « clair »,« lumineux ».
Splann ! est animé par une quinzaine de jeunes journalistes professionnels de l'ouest de la France, réunis en association. Plusieurs se sont rencontrés lors de leurs études à l'IUT de journalisme de Lannion,. Ils se sont réunis progressivement à la suite des difficultés rencontrées par les journalistes Inès Léraud et Morgan Large dans leurs enquêtes.
Splann ! propose la lecture gratuite d'enquêtes sur le site, et les met à disposition d’autres médias de la presse quotidienne régionale et nationale, de radios et télévisions. Les enquêtes « au long cours » sont réalisées par des journalistes pigistes, rémunérés par l’association.
Les journalistes bénévoles, notamment Sylvain Ernault, Faustine Sternberg, Juliette Cabaço Roger et Kristen Falc'hon étudient et valident les propositions d'enquête.
Le site lance en février 2021 une campagne de financement participatif pour financer ses premières enquêtes. Il se finance exclusivement par les dons, dont sont exclus les entreprises privées, les partis politiques et les collectivités territoriales,.
Le siège social du média est situé à Guingamp, dans les Côtes-d'Armor.

## Ligne éditoriale
Le média, qui se présente comme une « ONG d’enquêtes journalistiques », est fondé sur le modèle de Disclose, qui le parraine, ainsi que la journaliste Inès Léraud,. Splann ! conçoit ses enquêtes comme un moyen de mettre à la disposition de tous l’information, considérée comme « un bien public ». Les enquêtes ont, selon Sylvain Ernault, vocation à avoir un impact, qu'il soit « politique, judiciaire ou social ».
Le champ des enquêtes porte sur les « luttes sociales et environnementales », et sur la « toute-puissance de l’industrie agroalimentaire », dont le site considère qu'elle entrave fréquemment la liberté d'informer.
Le site publie ses enquêtes en français et en breton. Le journal L'Âge de faire le recense dans sa carte de la presse alternative française, ou « carte de la presse pas pareille ».

## Enquêtes
La première enquête, en juin 2021, porte sur les émissions d'ammoniac en Bretagne,. Réalisée par Caroline Trouillet, elle est publiée également sur Mediapart et France 3,.
En mars 2022, le média consacre une enquête à l'entreprise Iberdrola,,. Inès Léraud et Kristen Falc'hon publient en août 2022 une enquête sur la procédure douteuse de régularisation d'une exploitation porcine,,. Julie Lallouët-Geffroy et Raphaël Baldos montrent les enjeux et dérives potentielles de la méthanisation en Bretagne. Juliette Cabaço Roger et Faustine Sternberg révèlent en octobre 2022 un rapport de l'ANSM indiquant les risques des implants contraceptifs Essure et la mobilisation de femmes.

## Procédures judiciaires
Le 6 juin 2025 Philippe Bizien, président d'Inaporc perd sa procédure-baillon contre Splann qu'il avait initiée à la suite de la publication par celui-ci de l'article intitulé « Copains comme cochons : élus, éleveurs ou écrivains, qui sont les lobbyistes du porc en Bretagne ? ».